# Pont de Lattre-de-Tassigny (Lyon)
Pour les articles homonymes, voir Pont de Lattre-de-Tassigny.
Le pont de Lattre-de-Tassigny est un pont qui enjambe la Rhône à Lyon, en France.

## Origine du nom
Il honore Jean de Lattre de Tassigny (1889-1952), héros français de la Seconde Guerre mondiale, compagnon de la Libération, élevé à la dignité de maréchal de France à titre posthume. Ce nom est attribué au nouveau pont le 28 janvier 1952 (par délibération municipale).

## Histoire
Un premier pont à cet emplacement, le pont Louis-Philippe, parfois appelé le pont Égyptien, fut jeté sur le Rhône en 1846. Il devient pont Saint-Clair en 1848. Reconstruit en 1856 après une crue en 1854, il est renommé pont Vaïsse le 21 décembre 1931 en hommage à Claude-Marius Vaïsse.
En 1952, le percement du tunnel de la Croix-Rousse est achevé ; on détruit alors le pont Vaïsse en 1953 et on reconstruit en 1956 un peu plus en aval dans l'alignement du tunnel un nouveau pont nommé en hommage à Jean de Lattre de Tassigny.

## Caractéristiques techniques
Le pont est construit en béton, il est long de 150 m et large de 25 m.
La chaussée est large de 20 m et les trottoirs de 2,50 m. Depuis la rénovation du tunnel de la Croix-Rousse en 2013, les voies de circulation ont été modifiées, en particulier une voie cyclable à double sens a été rajoutée sur le côté Nord du pont et séparée du reste de la chaussée par une bordure en pierre.

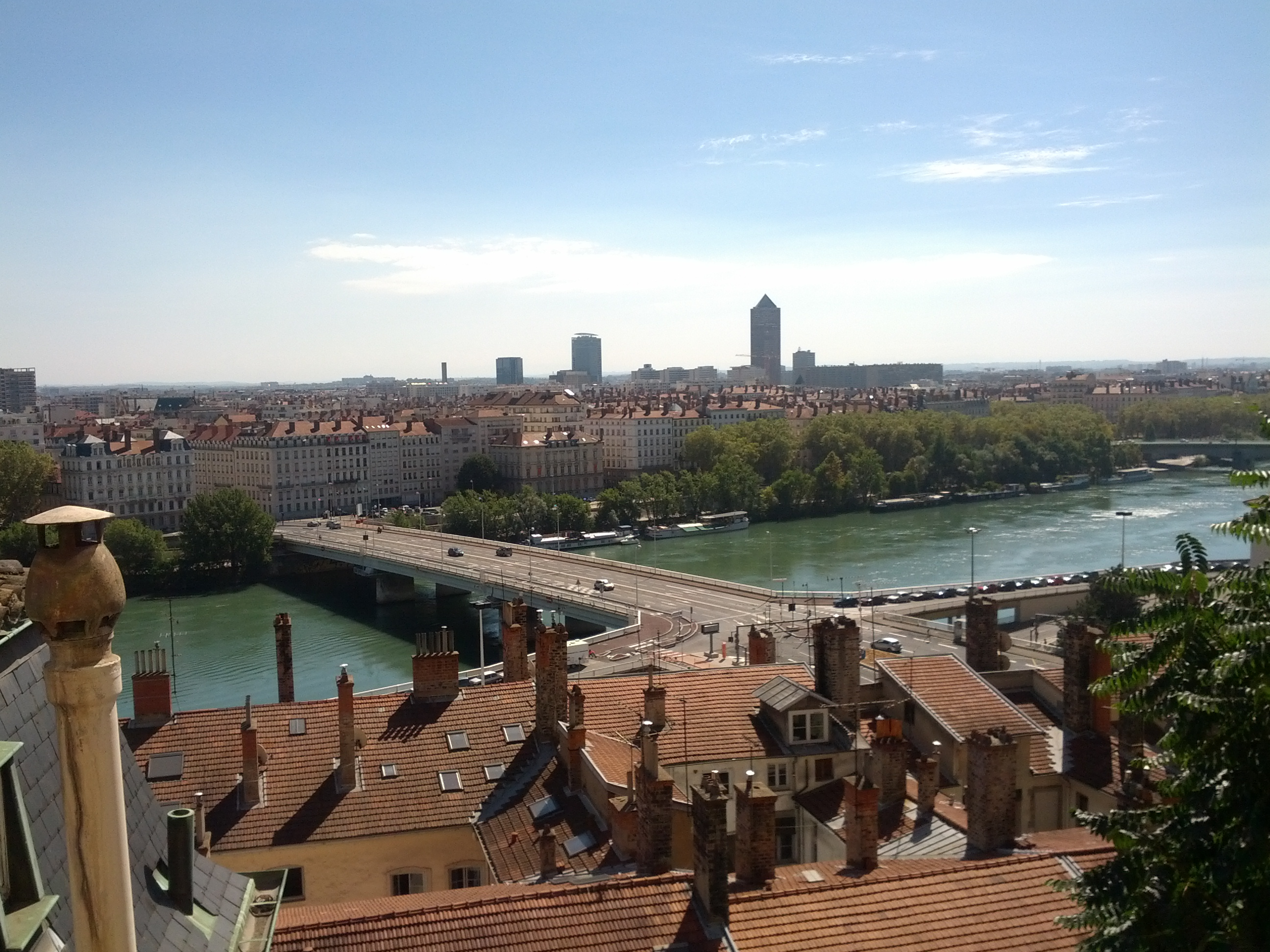
Pont de Lattre-de-Tassigny depuis les pentes de la Croix-Rousse.
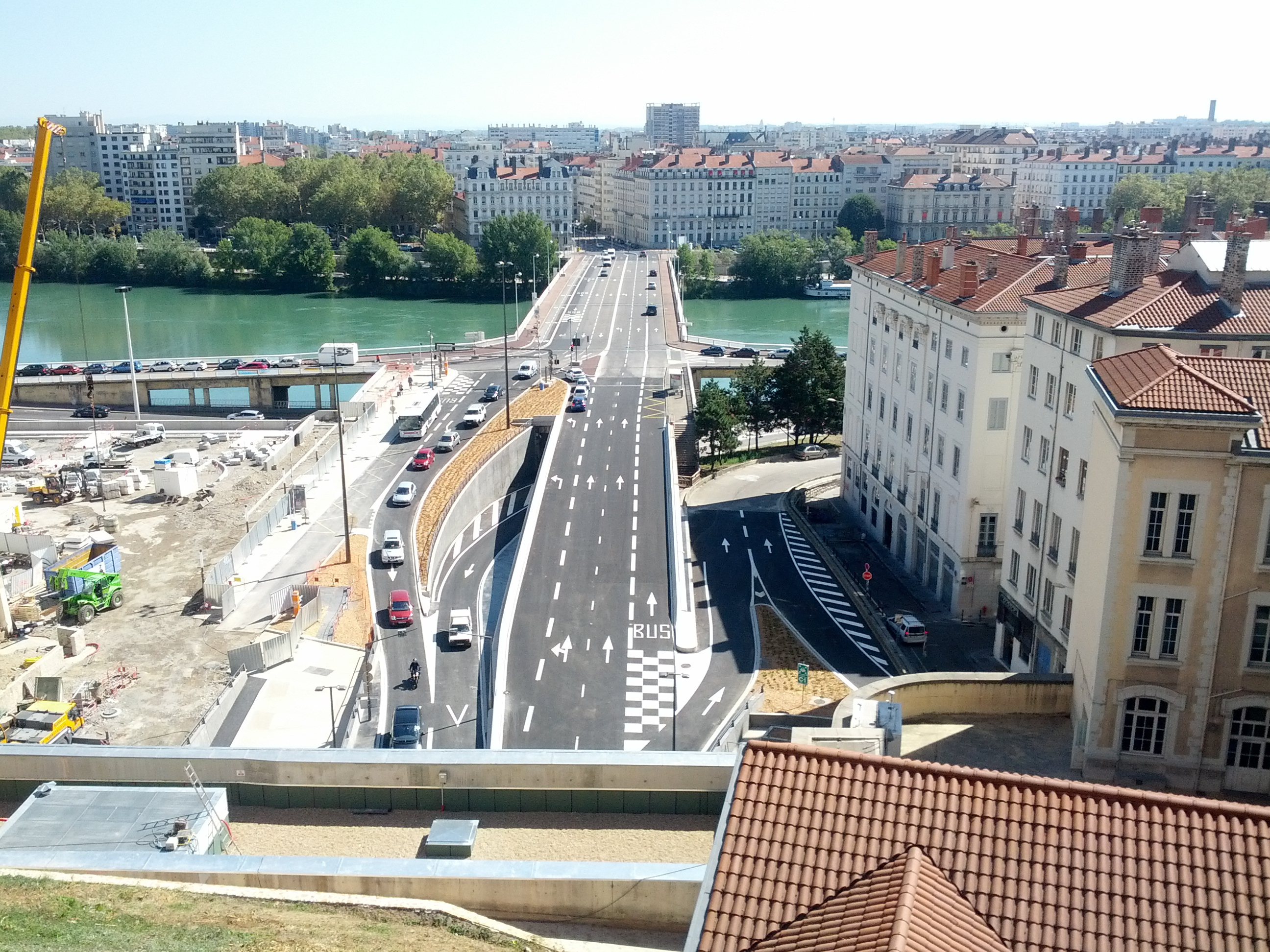
Vue des voies de circulation du pont depuis la Croix-Rousse.
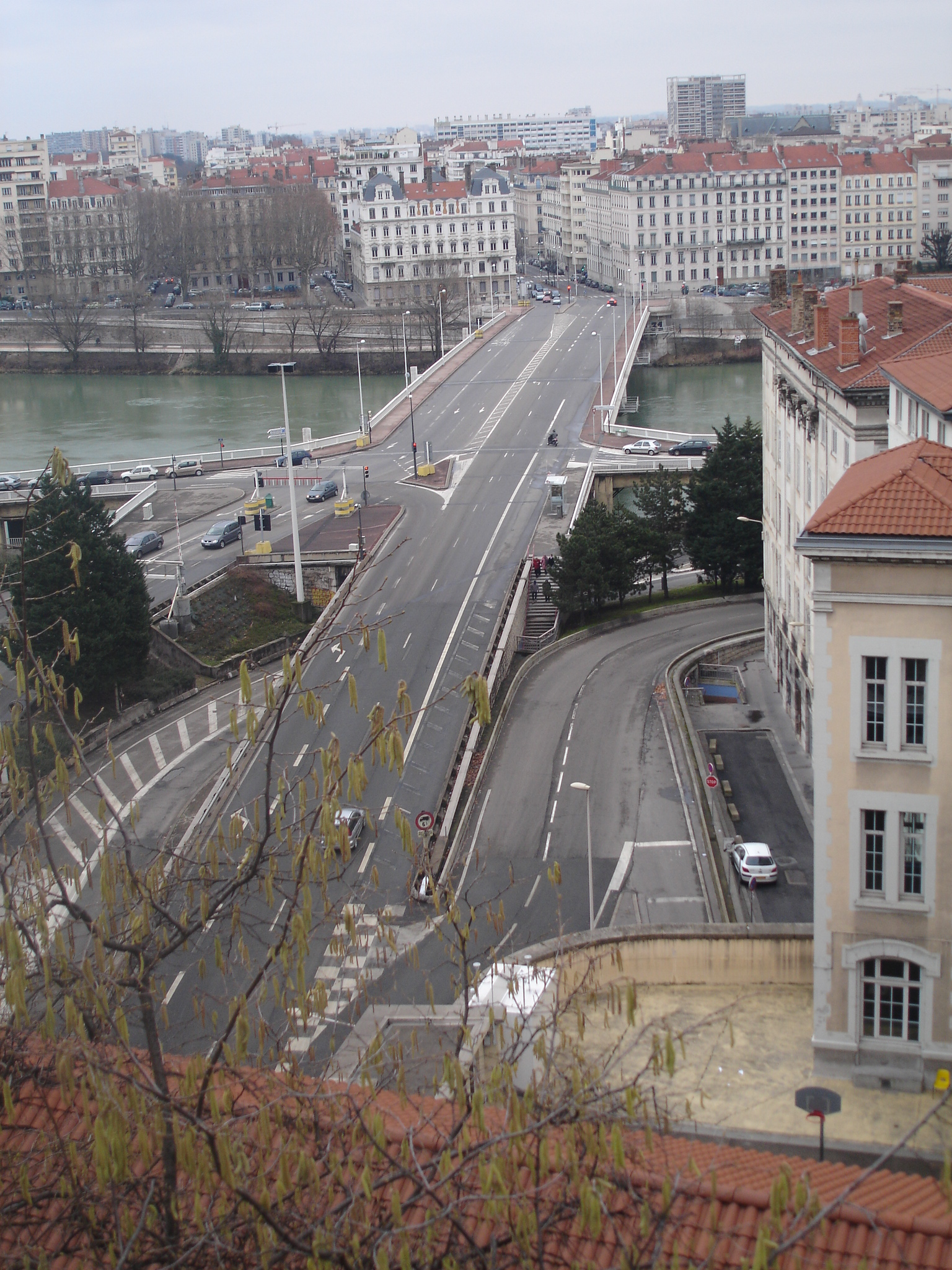
Vue du pont avant les travaux.

### Sources
1. ↑  Maurice Vanario, Rues de Lyon à travers les siècles, Lyon, Éditions lyonnaises d'art et d'histoire, 2002 (ISBN 2841471268), p. 319.

- Cet article est partiellement ou en totalité issu de l'article intitulé « Ponts de Lyon » (voir la liste des auteurs).